# NGC 6101
NGC 6101 (другие обозначения — GCL 40, ESO 69-SC4) — шаровое скопление в созвездии Райская Птица.
Этот объект входит в число перечисленных в оригинальной редакции «Нового общего каталога».